# Фагани, Алиреза
Алиреза Фагани (перс. عليرضا فغانى‎; род. 21 марта 1978, Кашмер, Хорасан-Резави) — иранский и австралийский футбольный арбитр. Его отец — Мухаммед Фагани тоже был футбольным арбитром.

## Карьера
Алиреза Фагани стал арбитром ФИФА в 2008 году, всего через год после начала судейства в высшем дивизионе лиги в Иране. После только одного года международного опыта, Алиреза Фагани в 2009 году судил финал Кубка Президента АФК между командами «Регар-ТадАЗ» и «Дордой-Динамо» в котором таджикский клуб выиграл со счётом 2:0. Год спустя он снова судил финал, но на этот раз это был гораздо более важный финал, финал Кубка Вызова АФК 2010 где победитель финала квалифицировалась для выхода в Кубок Азии 2011. В том финале он дал красную карточку северокорейскому защитнику на 32-й минуте.
В 2011 году он был одним из арбитров Кубка Азии. В 2014 году на чемпионате мира в Бразилии, Алиреза Фагани был назначен четвёртым арбитром в матче открытия между сборными Бразилии и Хорватии. Кроме того на том турнире он был запасной судьёй в шести матчах. А в 2015 году вошёл в список судей Кубка Азии 2015, на котором судил финальную игру.
Главный арбитр финального матча футбольного турнира Олимпийских игр 2016 года.
В январе 2019 года приглашён для обслуживания матчей Кубка Азии, который проходил в ОАЭ.
В сентябре 2019 года Фагани с семьёй эмигрировал в Австралию. 20 сентября 2019 года был включён в список судей Эй-лиги.
В мае 2022 года ФИФА назначила его одним из 36 главных судей чемпионата мира по футболу 2022 года в Катаре.

## Статистика показанных карточек
| Сезоны  | Матчи | Всего | За матч | Всего | За матч |
| ------- | ----- | ----- | ------- | ----- | ------- |
| 2007/08 | 26    | 58    | 2.23    | 1     | 0.04    |
| 2008/09 | 32    | 69    | 2.16    | 5     | 0.16    |
| 2009/10 | 39    | 145   | 3.72    | 4     | 0.10    |
| 2010/11 | 34    | 92    | 2.94    | 9     | 0.26    |
| 2011/12 | 34    | 100   | 2.94    | 2     | 0.06    |
| 2012/13 | 45    | 122   | 5.49    | 4     | 0.08    |
| 2013/14 | 14    | 59    | 4.38    | 5     | 0.02    |
| 2014/15 | 5     | 16    | 3.20    | 1     | 0.25    |

### Чемпионат мира 2022
| Стадия         | Дата           | Место                          | Команда 1  | Команда 2 | Результат | Предупреждён | Red card | Пенальти         |
| -------------- | -------------- | ------------------------------ | ---------- | --------- | --------- | ------------ | -------- | ---------------- |
| Групповой этап | 24 ноября 2022 | Национальный стадион, г.Лусаил | Бразилия   | Сербия    | 2:0 (0:0) | 0 - 3        | 0 - 0    | 0 - 0            |
| Групповой этап | 28 ноября 2022 | Национальный стадион, г.Лусаил | Португалия | Уругвай   | 2:0 (0:0) | 3 - 2        | 0 - 0    | 90+3′ (пен.) - 0 |